# NGC 3356
NGC 3356 is een spiraalvormig sterrenstelsel in het sterrenbeeld Leeuw. Het hemelobject werd op 17 april 1784 ontdekt door de Duits-Britse astronoom William Herschel.

## Synoniemen
- UGC 5852
- MCG 1-28-4
- ZWG 38.5
- VV 529
- PGC 32021